# José Falcão da Silva
José Falcão da Silva Nasceu na Fazenda Cocão, distrito de Mercês, (São Gonçalo dos Campos, 19 de agosto de 1930 - Feira de Santana, 5 de agosto de 1997) foi um político e advogado brasileiro, sendo prefeito de Feira de Santana por tres vezes e deputado federal. 
Filho de Tiburcio Ferreira da Silva e Abdézia Falcão da Silva, casado com Maria da Purificação Falcão da Silva.